# The Company (Band)
The Company war eine Thrash-Metal-Band aus Andernach, Rheinland-Pfalz, die im Jahr 1994 gegründet wurde und sich 2003 wieder auflöste. Bekannt wurde die Band durch gemeinsame Konzerte mit Bands wie u. a. In Flames, Nevermore, Grave Digger, Megaherz, Apocalyptica und Iced Earth. 
Seit 2012 arbeiten Guido Krämer (bis 2012 The Gate), Lala Adamowicz, Markus Rhodmann und Doug Piercy gemeinsam an einer Reunion und schreiben neue Lieder.

## Geschichte
Die Band wurde im Jahr 1994 gegründet, nachdem der ehemalige Heathen-Gitarrist Doug Piercy von San Francisco nach Deutschland ausgewandert war. Als Sänger kam Guido Krämer zur Besetzung, Schlagzeuger war Peter Adamowicz, während Ingo Farrano den Bass spielte. Nachdem im selben Jahr das erste Demo veröffentlicht worden war, folgte 1995 das selbstbetitelte Debütalbum. Dieses erschien nur in Japan und erreichte in den japanischen Charts sogar Platz 17, jedoch konnte die Band nie die geplante Tour in Japan spielen. In diesem Zeitraum wurde die Band von Byrt Djouad (ehemalig Parryzide, heute Heavens a Beer) gemanagt.
1997 erschien das zweite Album Frozen by Heat. Auf dem Album war Chris Boltendahl von Grave Digger zu hören, der zu der Zeit Manager von The Company war. Dieses wurde des Öfteren mit Bands wie Forbidden und Piercys Ex-Band Heathen verglichen. Daraufhin verließ Doug Piercy die Band und wurde durch Robert Bennett ersetzt. Mit ihm spielte die Band auf dem Bonner Festival Rheinkultur. Auch dieser verließ die Band jedoch wieder, woraufhin Hammet Haghu und Markus Rhodmann ihn ersetzten. 2002 erschien das dritte und letzte Album Awaking Under Dogs, ehe sich die Band im Folgejahr auflöste.
Seit 2012 arbeiten Guido Krämer, Doug Piercy und Lala Adamowicz an einer Wiedervereinigung der Band.

## Stil
Die Band spielt klassischen Thrash Metal, der dem aus der San Francisco Bay Area sehr ähnelt. Als Vergleich wird dazu die Band Overkill. Jedoch fallen die Werke von The Company weniger hart aus.

## Diskografie
- 1994: Demo Tape (Demo, Eigenveröffentlichung)
- 1995: The Company (Album, Teischiku Records)
- 1997: Frozen by Heat (Album, Arcade Records)
- 1998: Demo (Demo, Eigenveröffentlichung)
- 2002: Awaking Under Dogs (Album, System Shock Records)